# David Alan Harvey
David Alan Harvey (San Francisco, 6 giugno 1944) è un fotografo statunitense.

## Biografia
Harvey risiede in North Carolina e New York City ed è membro a pieno titolo dell'agenzia Magnum Photos dal 1997. Fotografò per molto tempo per la rivista National Geographic, e nel 1978 fu nominato Magazine Photographer of the Year dalla National Press Photographers Association. Harvey è editore di Burn Magazine, una pubblicazione online, che mostra il lavoro di fotografi emergenti.

## Vita e lavoro
Cresciuto in Virginia, iniziò a fotografare a 11 anni. Si laureò presso la Graduate School of Journalism, Università del Missouri, nel 1969, e lavorò per la rivista National Geographic. Fu nominato Magazine Photographer of the Year dalla National Press Photographers Association nel 1978. Entrò alla Magnum Photos come candidato nel 1993 e ne divenne membro a pieno titolo nel 1997.
Il primo libro di Harvey, Tell It Like It Is, autopubblicato nel 1967, documentava la vita di una famiglia nera che viveva a Norfolk, in Virginia. I suoi due principali libri, Cuba e Divided Soul, sono basati sulla migrazione culturale spagnola nelle Americhe e Living Proof si occupa della cultura hip-hop. Martin Parr e Gerry Badger dicono del libro di Harvey (Basato su una storia vera) che "prende il suo posto come uno dei migliori libri fotografici più stravaganti in un momento in cui il design stravagante sta tornando alla ribalta".
È fondatore ed editore di Burn, un sito Web che presenta il lavoro di fotografi emergenti.

## Premi
- 1978: Magazine Photographer of the Year, National Press Photographers Association[3]
- 2005: Photographer of the Year, PMDA (PhotoImaging Manufacturers and Distributors Association)    [ <span title="This claim needs references to reliable sources. (November 2015)">citazione necessaria</span> ][ <span title="This claim needs references to reliable sources. (November 2015)">citazione necessaria</span> ]

## Pubblicazioni

### Pubblicazioni di Harvey
- Dillo come è . Autopubblicato, 1967.
- Cuba . Washington, DC: National Geographic Society, 2000. ISBN 978-84-8298-196-3 .
- Anima divisa . Londra: Phaidon, 2003. ISBN 978-0-7148-4313-1.
- Prova vivente . Brooklyn, New York: powerHouse, 2007. ISBN 978-1-57687-403-5.
- (Basato su una storia vera) . Autopubblicato / BurnBooks, 2012. Prima edizione di 600 copie. Disponibile anche in libro fatto a mano e scatola fatta a mano, edizione di 5 copie; scatola da collezione fatta a mano con libro firmato e stampa, edizione di 15 copie;[6] e versione rivista, edizione 5000.[7]

### Pubblicazioni con contributi di Harvey
- Casa. Tokyo: Magnum Photos Tokyo, 2018. ISBN 978-4-9909806-0-3.